# Theragra finnmarchica
Theragra finnmarchica (Koefoed, 1956) è un pesce osseo marino appartenente alla famiglia Gadidae. Si tratta dell'unica specie appartenente al genere Theragra dopo lo spostamento di Th. chalcogramma (merluzzo d'Alaska) al genere Gadus.

## Descrizione
Molto simile a Gadus chalcogrammus (pollock d'Alaska), specie molto più comune e oggetto di pesca commerciale. Tre pinne dorsali e due pinne anali. Tutte le pinne impari sono ben distanziate le une dalle altre. Il colore è bluastro sul dorso e bianco argenteo sul ventre; il dorso e la parte superiore dei fianchi sono coperti di macchie scure.
La taglia massima è di 50 cm.

## Distribuzione e habitat
Questa specie è nota con certezza solo per il mare di Barents in Russia e nell'estremo nord della Norvegia. Si tratta di una specie rara. Pare che faccia vita demersale e non sia legata al fondale.

## Biologia
Quasi ignota

## Pesca
Di nessuna importanza.